# 境川 (名古屋市北区)

境川（さかいがわ）は、愛知県西春日井郡豊山町から同県名古屋市北区を流れる準用河川。

## 地理
愛知県西春日井郡豊山町と同県名古屋市北区の境界を流れる。名古屋市北区五反田町付近で新地蔵川に合流する。準用河川である。

## 由来
名古屋市と豊山町の境を流れることに由来するという説がある。　

## 流域自治体
- 愛知県
  - 西春日井郡豊山町
  - 名古屋市北区